# Shirley Horn
Shirley Horn (1. května 1934 Washington, D.C. – 20. října 2005 Cheverly) byla americká jazzová zpěvačka a klavíristka. Na klavír začala hrát ve svých čtyřech letech. Své první trio založila v roce 1954 a o šest let později vydala na značce Stereo-Craft Records své první album nazvané Embers and Ashes. Během své kariéry spolupracovala i s dalšími hudebníky, mezi které patří Stuff Smith, Miles Davis, Oscar Peterson nebo Carmen McRae. Zemřela v roce 2005 na komplikace s cukrovkou ve svých jedenasedmdesáti letech. Ve stejném roce získala ocenění NEA Jazz Masters.